# 마리오 센테노

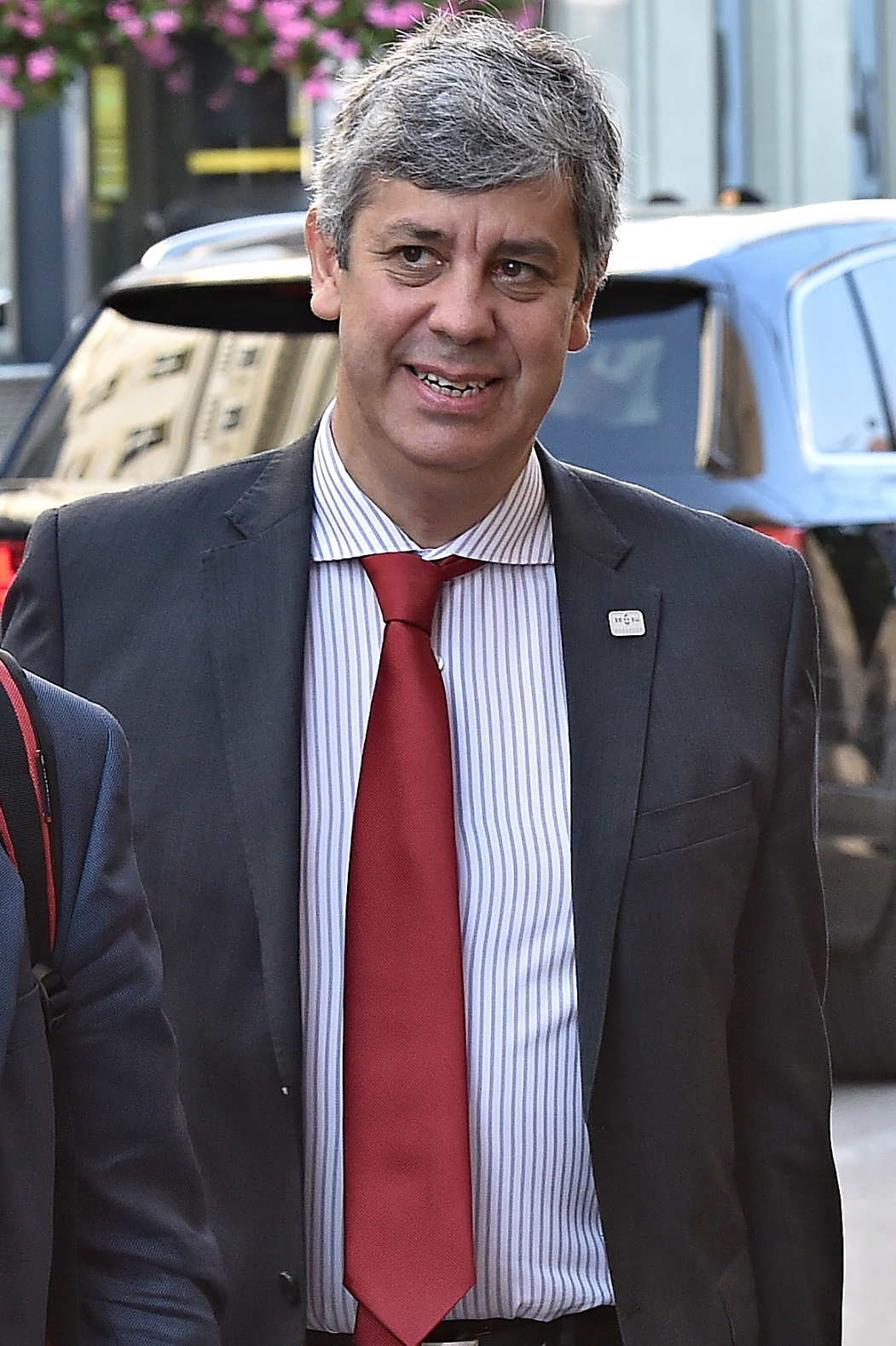

마리오 호세 고메즈 데 프레이타스 센테노(Mário José Gomes de Freitas Centeno, 1966년 12월 9일 ~ )는 포르투갈의 경제학자이자, 대학교수, 정치인이다. 2015년 이후로 포르투갈의 재무부 장관이다.